# Johann Gottlieb Fichte

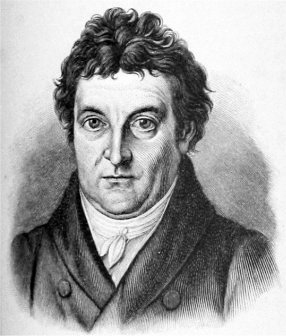
Johann Gottlieb Fichte

Johann Gottlieb Fichte (* 19. Mai 1762 in Rammenau, Kurfürstentum Sachsen; † 29. Januar 1814 in Berlin, Königreich Preußen) war ein deutscher Erzieher und Philosoph sowie Professor der Philosophie. Er gilt neben Friedrich Wilhelm Joseph Schelling und Georg Wilhelm Friedrich Hegel als bedeutendster Vertreter des Deutschen Idealismus.

## Leben

### Jugendzeit

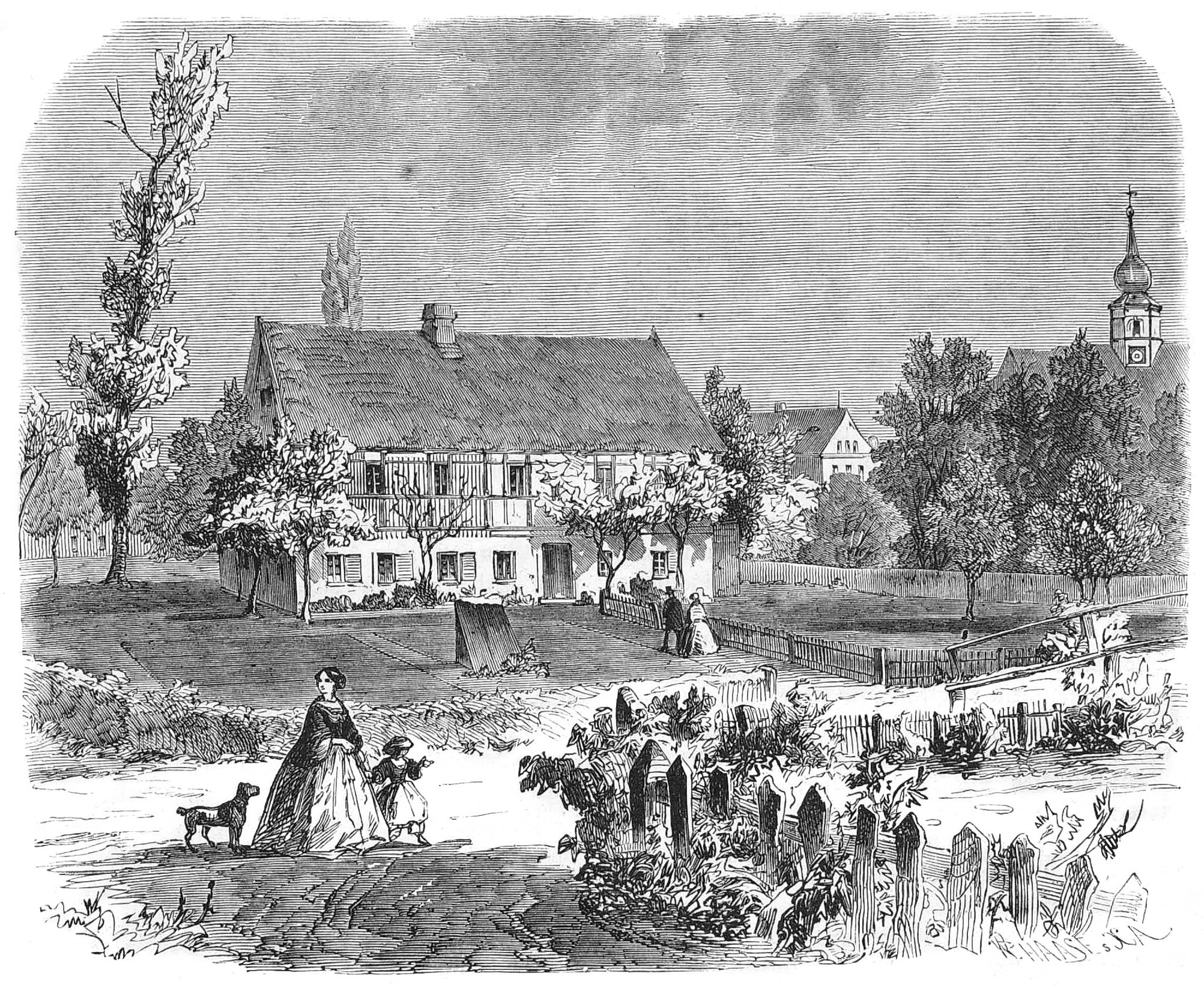
Johann Gottlieb Fichtes Wohnhaus in Rammenau, Zeichnung von Kantor Riedel

Johann Gottlieb Fichte war das erste von acht Kindern des Bandwebers Christian Fichte (1737–1812) und dessen Ehefrau Maria Dorothea (geborene Schurich, 1739–1813) in Rammenau in der Oberlausitz. Er wuchs ärmlich in einem von Frondiensten geprägten dörflichen Milieu auf. Seine Auffassungsgabe und sein gutes Gedächtnis fielen einem Verwandten der örtlichen Gutsherrschaft, dem Gutsherrn Ernst Haubold von Miltitz (1739–1774), bei einem Besuch in Rammenau auf: Er hatte eines Sonntags die kirchliche Predigt verpasst, woraufhin der zehnjährige Fichte gerufen wurde, von dem man versicherte, er könne die Predigt wiederholen. Daraufhin imitierte dieser den Pfarrer so perfekt, dass Miltitz in seiner Entzückung dem Kind nach einer Vorbereitungszeit im Pfarrhaus zu Niederau den Besuch der Stadtschule in Meißen ermöglichte. Danach finanzierte ihm sein Förderer 1774 eine Ausbildung an der Landesschule Pforta bei Naumburg, verstarb jedoch im selben Jahr.

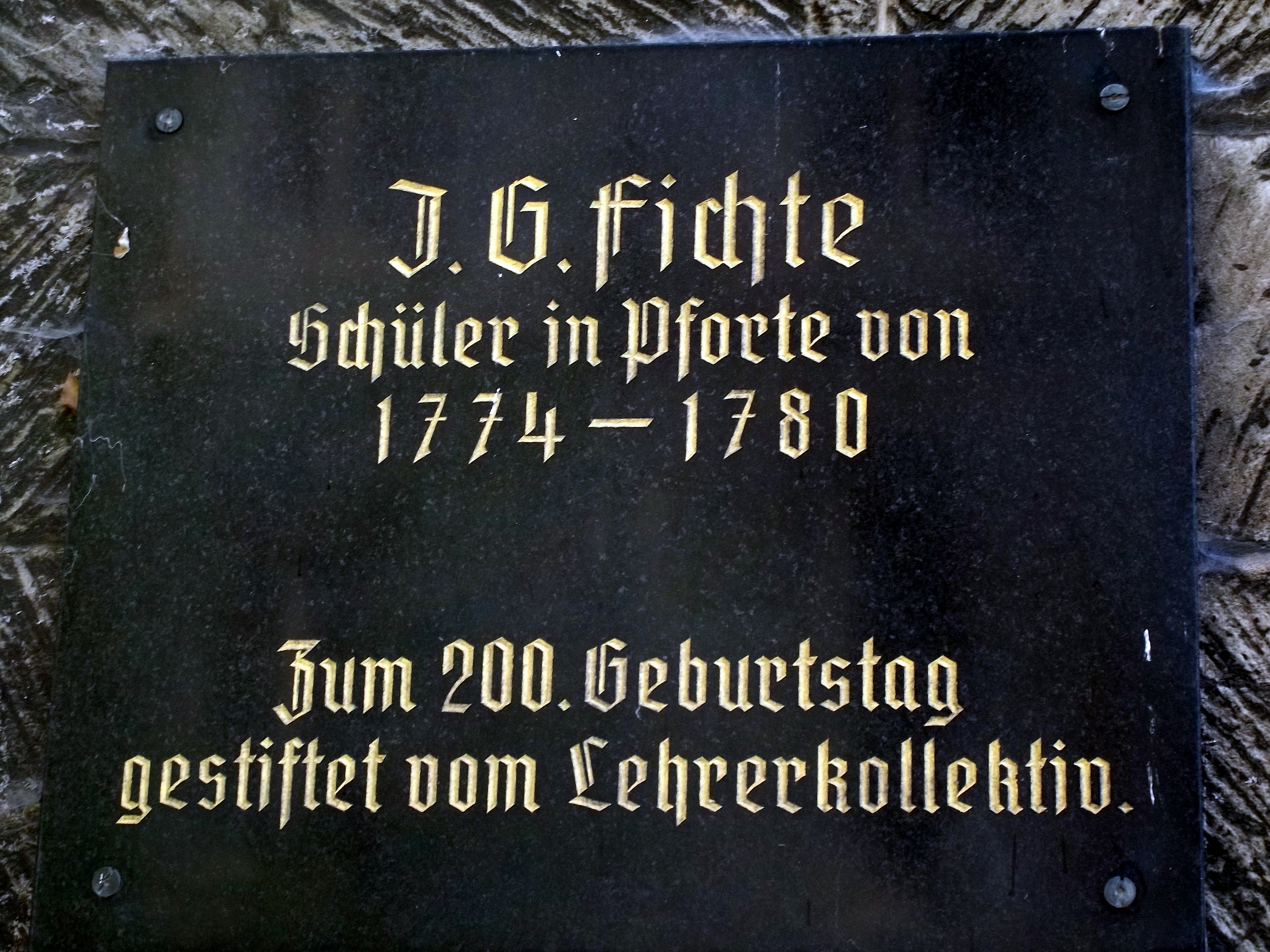
Fichte-Gedenktafel an der Landesschule Pforta

Nach seiner Schulzeit zog Fichte 1780 nach Jena, wo er an der Universität ein Theologie-Studium begann, wechselte jedoch bereits ein Jahr später den Studienort nach Leipzig. Die Familie von Miltitz unterstützte ihn nun nicht mehr finanziell, er war gezwungen, sich durch Nachhilfeunterricht und Hauslehrerstellen zu finanzieren und brachte das Studium zu keinem Abschluss.
In dieser aussichtslosen Lage bekam er 1788 in Zürich eine Stelle als Hauslehrer, die er aber nur zwei Jahre innehatte, da er der Auffassung war, dass man, bevor man Kinder erzieht, zuallererst die Eltern erziehen müsse. Dort verlobte er sich mit Johanna Marie Rahn (1755–1819), Tochter des Kaufmanns und Waagmeisters Johann Hartmut Rahn (1721–1792) und Nichte des Dichters Klopstock.
Anschließend ging er wieder nach Leipzig. Fichtes Plan, Prinzenlehrer zu werden, scheiterte. Seine zweite Idee, eine Zeitschrift für weibliche Bildung, lehnten mehrere Verleger ab. Trauerspiele und Novellen brachten ihm ebenfalls keine finanzielle Sicherheit.

### Übergang zur Philosophie
In Leipzig lernte Fichte 1790 die Philosophie Immanuel Kants kennen, die ihn stark beeindruckte. Kant inspirierte ihn zu seiner am Begriff des Ich ausgerichteten Grundlage der gesamten Wissenschaftslehre. Fichte sah eine rigorose und systematische Einteilung zwischen den „Dingen, wie sie sind“ und „wie die Dinge erscheinen“ (Phänomene) als eine Einladung zum Skeptizismus, den er verwarf.

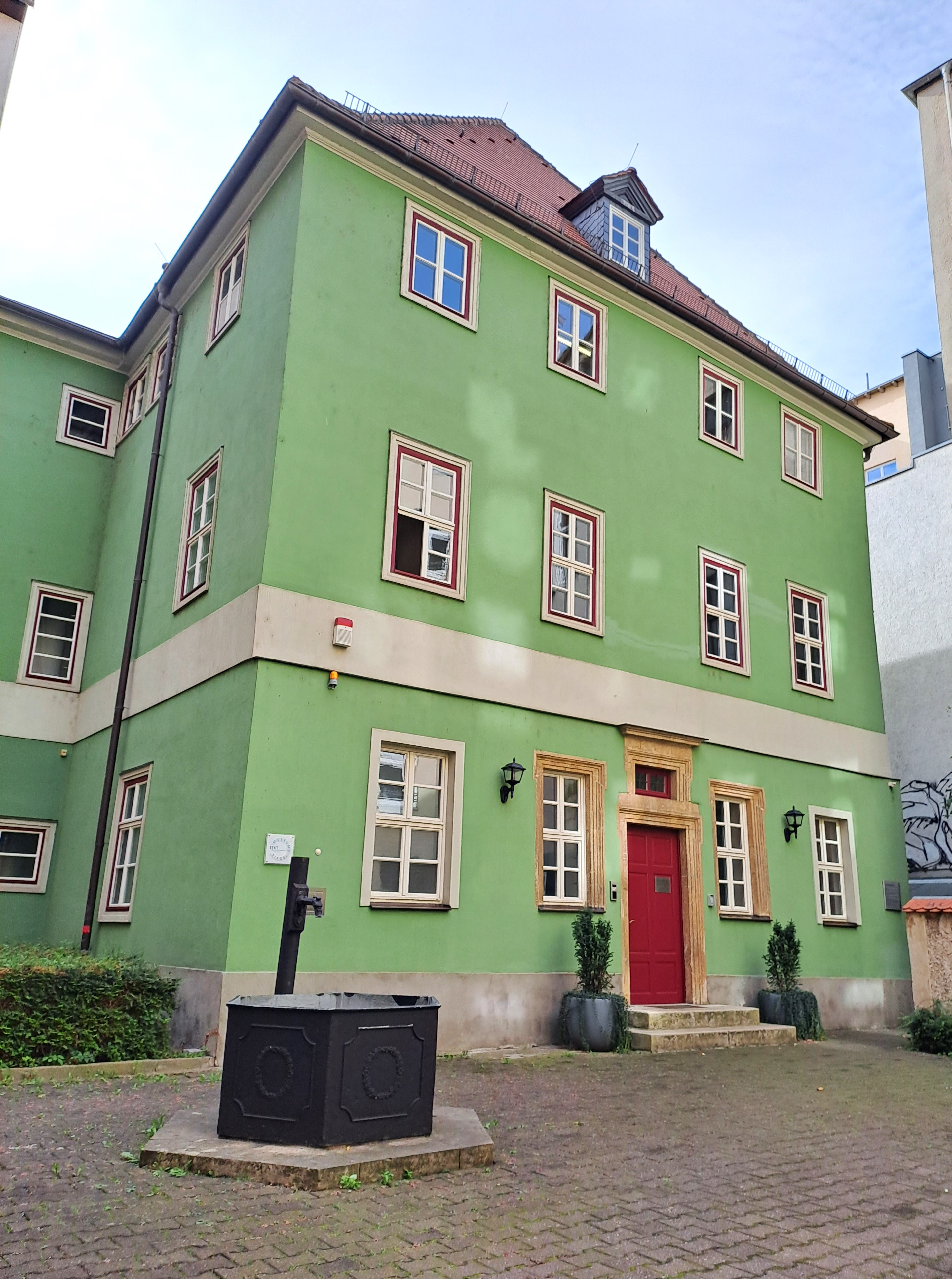
Das ehemalige Wohnhaus Johann Gottlieb Fichtes in Jena, in dem sich heute das Romantikerhaus Jena befindet.

Nach einem kurzen Intermezzo auf einer Hauslehrerstelle in Warschau nahm Fichte Anfang November 1791 eine auf ein Jahr befristete Anstellung als Hauslehrer des Sohns des Ehepaars Louise von Krockow, geb. von Göppel, die mit Kant persönlich bekannt war, und Heinrich Joachim Reinhold von Krockow (1736–1796), Königl. Preußischer Obrist, im gräflichen Schloss Krockow in der Nähe der pommerellischen Ostseeküste an. Im selben Jahr besuchte er Kant in Königsberg, wo dieser ihm einen Verleger für seine Schrift Versuch einer Critik aller Offenbarung (1792) verschaffte, die anonym veröffentlicht wurde. Das Buch galt zunächst als ein lange erwartetes religionsphilosophisches Werk von Kant selbst. Nachdem Kant den Irrtum klargestellt hatte, wurde Fichte schlagartig berühmt und erhielt einen Lehrstuhl für Philosophie an der Universität Jena, den er 1794 antrat. Zuvor hatte er nach längerer Überlegung, ob eine Eheschließung ihm nicht die „Flügel abschneide“, 1793 Johanna Rahn geheiratet. Drei Jahre später kam Sohn Immanuel Hermann (1796–1879) zur Welt. In Jena lebte der berühmte Theosoph Jakob Hermann Obereit in Fichtes Wohnhaus. Fichte und Obereit waren beständig im Gespräch.

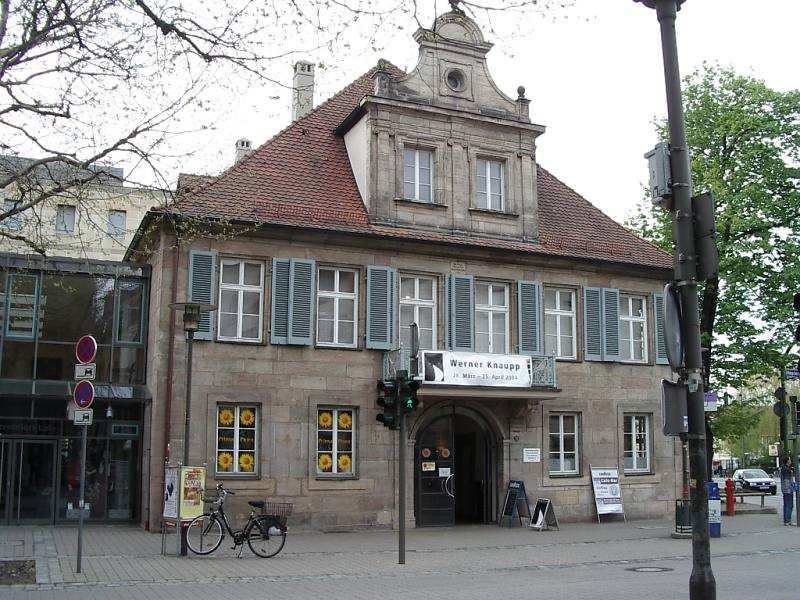
Erlangen, Fichtes Wohnhaus 1805

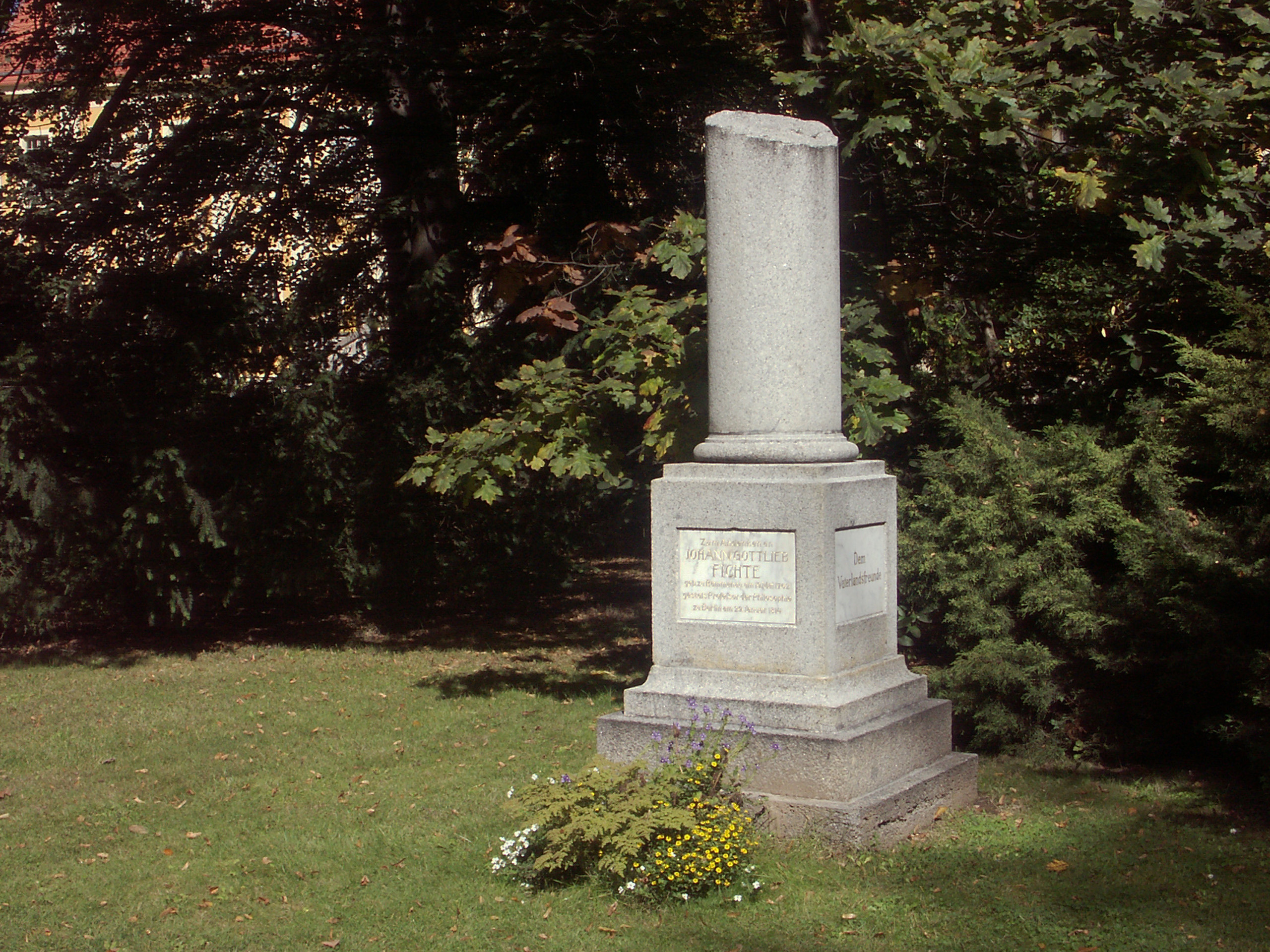
Fichte-Denkmal im Schlosspark Rammenau

Während seiner Jenaer Professur (1794–1799) wurde er zur Zielscheibe im so genannten „Atheismusstreit“. Ausgelöst wurde dieser Streit 1798 durch zwei Schriften, wobei nur eine (Über den Grund unseres Glaubens an eine göttliche Weltregierung) von Fichte selbst stammt. Beide Schriften waren im Philosophischen Journal, dessen Herausgeber Fichte zusammen mit Friedrich Immanuel Niethammer zu dieser Zeit war, erschienen. Fichte wurde wegen Verbreitung atheistischer Ideen und Gottlosigkeit verklagt, erhielt einen Verweis und trat daraufhin zurück, wie er es zuvor angedroht hatte. 1805 bekam er den Lehrstuhl für Philosophie in Erlangen, 1807 war er Zensor der Hartungschen Zeitung in Königsberg, wurde aber auf Befehl des preußischen Generals Ernst von Rüchel entlassen. Wenige Jahre darauf, 1810, bekam er die Position des Dekans der philosophischen Fakultät und für kurze Zeit war er von 1811 bis 1812 Rektor der Berliner Friedrich-Wilhelms-Universität.
1789 wurde Fichte in Zürich in den Freimaurerbund Modestia cum Libertate aufgenommen, in dieselbe Loge, in der auch Johann Wolfgang von Goethe freundschaftlich verkehrte. Später ließ er sich am 6. November 1794 als Mitglied der Freimaurerloge Günther zum stehenden Löwen in Rudolstadt annehmen und war auch nach seinem Umzug nach Berlin mit den dortigen Freimaurerkreisen verbunden. 1799 traf er auf Ignaz Aurelius Feßler und arbeitete nach seiner Annahme am 17. April 1800 mit ihm an der Reform der Großloge Royal York zur Freundschaft. Am 14. Oktober 1799 hielt er einen Vortrag über „den wahren und richtigen Zweck der Maurerei“. Am 13. und 27. April 1800 hielt er mehrere Vorlesungen, die später unter dem Titel Philosophie der Freimaurerei. Briefe an Constant erneuert und veröffentlicht wurden. Schon bald kam es zum Streit und Fichte trat am 7. Juli 1800 aus der Freimaurerei aus.
Auch bei der Entstehung der Gesellschaft der freien Männer hatte er einen bedeutenden Anteil. In Berlin wurde er Mitglied der Deutschen Tischgesellschaft, ab Sommer 1811 deren „Sprecher“ (Vorsitzender).
Hatte sich Fichte zuvor als Anhänger der Französischen Revolution bezeichnet, so profilierte er sich nun insbesondere durch die flammend patriotischen Reden an die deutsche Nation (als Text veröffentlicht bis 1808) als Gegner Napoleons. Fichte wurde damit zum Vordenker der Urburschenschaft.
Ein utopisches Gesellschaftsmodell – eine Art sozialistische Gesellschaft auf nationalstaatlicher Grundlage – findet sich in dem Werk Der geschlossene Handelsstaat (1800).

### Tod

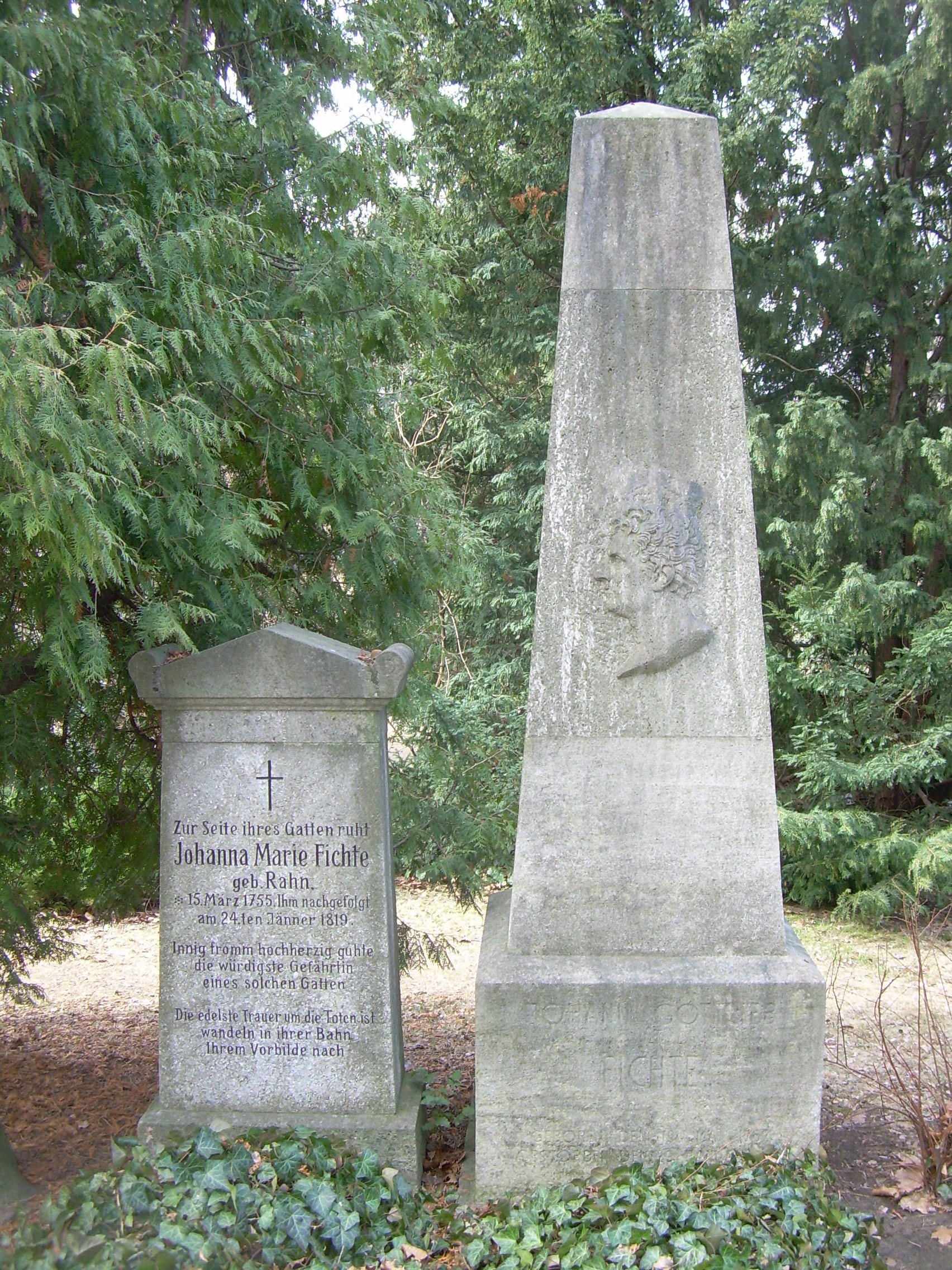
Die Gräber von Fichte und seiner Frau

Vermutlich Ende 1813 erkrankte seine Frau Johanna am sogenannten Lazarettfieber, das sie sich bei der Pflege verwundeter Soldaten zugezogen hatte. Auch Fichte sollte an dieser vom Kot von Kleiderläusen übertragenen Seuche erkranken, die vornehmlich unter der Bezeichnung Fleckfieber berüchtigte Bekanntheit erlangte und insbesondere im Kriegswinter 1813/14 in Mitteleuropa (unter anderem in Berlin, Dresden, Leipzig, Hamburg, Frankfurt am Main, Wiesbaden und Mainz) katastrophale Ausmaße annahm. Im Gegensatz zu seiner Frau konnte er sich von diesem Fieber nicht erholen. Er starb am 29. Januar 1814 in Berlin und wurde auf dem Dorotheenstädtischen Friedhof beerdigt. Die Ehrengrabstelle in der Abt. CH, G2 trägt ein Porträtmedaillon (Kopie) von Ludwig Wilhelm Wichmann.
Sein Grabstein trägt einen Vers aus dem Buch Daniel (12,3 ): „Die Lehrer aber werden leuchten wie des Himmels Glanz, und die, so viele zur Gerechtigkeit weisen, wie die Sterne immer und ewiglich.“

## FichtesGrundlage der gesamten Wissenschaftslehre
Ein zentraler Kern in Fichtes Philosophie ist der Begriff des „absoluten Ich“. Dieses absolute Ich ist nicht mit dem individuellen Geist zu verwechseln. Später nutzte er die Bezeichnung „Absolutes“, „Sein“ oder „Gott“. Fichte beginnt in seiner Grundlage der gesamten Wissenschaftslehre mit einer Bestimmung des Ich:

„Das Ich setzt sich selbst, und es ist, vermöge dieses bloßen Setzens durch sich selbst; und umgekehrt: Das Ich ist, und es setzt sein Seyn, vermöge seines bloßen Seyns. – Es ist zugleich das Handelnde, und das Produkt der Handlung; das Thätige, und das, was durch die Thätigkeit hervorgebracht wird; Handlung, und That sind Eins und dasselbe; und daher ist das: Ich bin, Ausdruck einer Thathandlung.“

Fichte ging es um die praktische Umsetzung seiner Philosophie, weshalb er die Errichtung eines lückenlosen philosophischen Systems als zweitrangig erachtete. Im Vordergrund stand für ihn die Verständlichkeit seiner Lehre. Er vertrat ein positives Menschenbild und ging davon aus, dass in jedem Menschen – und nicht nur im Gelehrten – der Grund echter Selbsterkenntnis (und damit auch Gotteserkenntnis) gelegt ist und der Philosoph lediglich auf diese verweisen muss.
In seiner populären, zum Teil polemischen Darstellungsweise schuf sich Fichte unter den Fachgelehrten viele Freunde, aber auch Feinde. In erbitterter Feindschaft stand er zu Friedrich Nicolai. Goethe urteilte skeptisch über Fichte, „daß doch einem sonst so vorzüglichen Menschen immer etwas Fratzenhaftes in seinem Betragen ankleben muß“. Trotz späterer Ablehnung übte Fichte großen Einfluss auf Schelling und Hegel aus. Auch Hölderlin bekannte, Fichtes Vorlesungen aus seiner Jenaer Zeit viel zu verdanken. Einige Ideen Fichtes knüpfen an die Thesen des etwa 20 Jahre älteren Johann Gottfried Herder an.

## Fichtes Kantrezeption
Fichte reagierte auf die Frage, wie theoretische und praktische Vernunft zusammenhängen, indem er antwortete, dass die beiden Teile der Vernunft in einem hierarchischen Verhältnis zueinander stehen. Hierbei ist die praktische Vernunft der theoretischen übergeordnet. Letztere benötigt demnach die praktische Vernunft; diese aber ist autonom. Auch für Kant war die praktische Vernunft ein Vermögen des Willens – und damit autonom. Laut Fichte mündet diese Tatsache aber in seiner Theorie zur „Selbstsetzung“. Der Wille bringt, indem er sich ein Gesetz gibt, zugleich sein Wesen als „Vernunftwille“ hervor. Dieser Vernunftwille macht das aus, was wir sind – nämlich unser Ich. „Das absolute Ich ist, indem es sich setzt, und setzt sich, indem es ist.“ Aus diesem Grund kommt der praktischen Vernunft absolute Freiheit zu. Fichtes Idealismus ist daher eine Konsequenz aus dem Primat der praktischen Vernunft.
Der Kritik am transzendentalen Argument bei Kant entzieht sich Fichte, indem er die praktische Vernunft zur Bedingung für die theoretische Vernunft erklärt. Hierbei geht er von der „Handlung“ des Urteilens aus und schließt mithilfe einer transzendentalen Begründung auf das sich setzende Ich als Bedingung hierfür. Alles Urteilen ist Handeln des menschlichen Geistes. Diesem liegt der Satz „Ich bin“ zugrunde. Das „schlechthin gesezte und auf sich selbst gegründete“ ist der Grund des Handelns.
Um dem Vorwurf zu entgehen, dass wir eventuell gar nicht urteilen, sondern nur glauben zu urteilen, führte Fichte die „intellektuelle Anschauung“ ein. Sie ist auch praktisch zu verstehen als „Anschauen seiner selbst im Vollziehen eines Acts“. Wenn wir urteilen, beobachten wir uns nicht, sondern stellen handlungsorientierte Fragen. Diese Fragen gehen von der Annahme aus, dass der Mensch ein Vernunftwesen ist. Würde das nicht zutreffen, könnte er nicht urteilen, was nicht vorstellbar ist. Gleichwohl vertrat Fichte die Auffassung, auch wenn der Mensch nicht an den Bedingungen vernünftigen Urteilens zweifeln könne, folge daraus nicht, dass er diese Bedingungen tatsächlich erfüllt.
Die schärfste Abgrenzung zu Kant vollzog Fichte mit seiner Ablehnung der Konzeption eines „Dinges an sich“. Nur so kann in seinen Augen die absolute Freiheit des Ichs bewahrt werden. Das „Ding an sich“ wird bei Fichte lediglich zu einem „Anstoß“, einem irrationalen Faktum innerhalb des Ich, welches das Ich zu bewältigen versucht. Die Folge ist der Ausschluss aus dem Ich, gleichsam hinaus in die Welt als „Nicht-Ich“. Ist das absolute Ich demzufolge also ein „Ding an sich“ auf der Seite des Subjekts? Fichtes Antwort: Nur wenn es „erscheint“. Das absolute Ich existiert nur im Handeln. In seiner philosophischen Reflexion wird das absolute Ich zu etwas Objektivem, eine andere Entität der realen Welt gibt es nicht.

## Jenaer Philosophie
Da Fichte die Grundlage der gesamten Wissenschaftslehre schnell als unzureichend und ergänzungsbedürftig ansieht, macht er sich auf dem Höhepunkt seiner Jenaer Periode nahezu zeitgleich an eine neue Ausarbeitung der Wissenschaftslehre (unter dem Namen Wissenschaftslehre nova methodo) und an eine erste Ausarbeitung der praktischen Philosophie (in der Grundlage des Naturrecht und der Sittenlehre).
Inhaltlich stellt sich seit der Grundlage der gesamten Wissenschaftlehre die Frage, warum das absolute Ich, welches autonom ist, auf einen „Anstoß“ reagiert. Fichte macht deutlich, dass das absolute Ich nur ist, wenn es sich seiner selbst bewusst wird. Dies kann nur geschehen, wenn es mit Material konfrontiert wird, auf das es zu reagieren hat. Würde es zu keinem Kontakt kommen, würde das Ich „ganz in seiner Tätigkeit aufgehen“. Um aber zu sein – und damit auch ein Selbstbewusstsein zu entwickeln –, muss es sich für den „Anstoß“ öffnen und dafür Sorge tragen, dass der „Stein des Anstoßes“ erhalten bleibt. Nach Fichte kann das Ich demnach als ein unendliches Streben nach Autonomie verstanden werden.
Der „Anstoß“ ist hierbei gleichsam nur notwendige Bedingung des Selbstbewusstseins, keine hinreichende. Die weiteren Bedingungen für das Selbstbewusstsein finden sich in den jeweiligen Teildisziplinen der Wissenschaftslehre, die Fichte unterscheidet: Naturlehre, Rechtslehre, Sittenlehre und Religionslehre. Erstere hat Fichte, aufgrund des von ihm entwickelten Primats der praktischen Vernunft, nie ausgearbeitet.

### DieWissenschaftslehre nova methodo
Nachdem Fichte durch seine Vorlesungen über die Grundlage der gesamten Wissenschaftslehre in kürzester Zeit bekannt geworden ist, sieht er seine Philosophie bald mit verschiedenen Einwänden und Nachfragen seiner Zeitgenossen konfrontiert. Zunehmend wird er unzufrieden mit seinem ersten Entwurf der Wissenschaftslehre. Statt den Text der Grundlage der gesamten Wissenschaftslehre zu revidieren, entschließt er sich, die Wissenschaftslehre vollkommen neu auszuarbeiten. Das Ergebnis trägt er unter dem Namen Wissenschaftslehre nova methodo ab 1796 in Vorlesungen vor, die heute jedoch nur noch als Mitschriften überliefert sind. Dennoch wird die Wissenschaftslehre nova methodo in der neueren Fichteliteratur zunehmend als beste und verständlichste Fassung der fichteschen Wissenschaftslehre angesehen.
Inhaltlich bemüht sich Fichte darum, von seinen Zeitgenossen formulierte Einwände zu widerlegen und die Wissenschaftslehre stringenter und nachvollziehbarer vorzutragen. Verschiedene Themenbereiche – etwa die Behandlung der Frage, wie es vom einheitlichen absoluten Ich zur Pluralität individuellen Bewusstseins kommen kann – kommen gegenüber der ersten Behandlung der Wissenschaftslehre neu hinzu.

### Fichtes Rechtslehre
In seinen Grundlagen des Naturrechts nach Prinzipien der Wissenschaftslehre von 1796/1797 (§ 8) bestimmte Fichte die Funktion des Rechts ähnlich wie Kant: Das Beisammenstehen der Freiheit mehrerer sei „nur dadurch möglich, daß jedes freie Wesen es sich zum Gesetz mache, seine Freiheit durch den Begriff der Freiheit aller übrigen einzuschränken.“ Doch schloss für ihn eine vernünftige Ordnung der Freiheit auch eine angemessene Verteilung gemeinschaftsbedingter Chancen und Güter ein.
Da die an Kant angelehnte Vernunft, die Handlungswillkür Aller notwendig als begrenzt postuliert, ohne dieses Fakt beweisen zu müssen, kann Fichte für seinen apriorischen vernunftrechtlichen Rechtsbegriff folgern: „Also Rechtsbegriff heißt die Denknotwendigkeit Aller als frei in der synthetischen Einheit des Begriffs Aller.“ Allerdings forderte Fichte – über Kant hinaus – die gründliche Deduktion des Rechtsbegriffs. Gelingt es, die Notwendigkeit einer Bestimmung für die Selbstsetzung des Selbstbewusstseins aufzuweisen, ist der Rechtsbegriff erfolgreich deduziert.
Für Fichte wird die Beziehung zwischen dem Selbstbewusstsein und – sozusagen – der Welt präzisiert. Das Bewusstsein kann sich nur als frei handelndes Wesen begreifen, wenn es „den Begriff eines frei handelnden Wesens auf sich anwenden kann.“ Das kann es nur, wenn andere das Selbstbewusstsein auffordern etwas zu tun und gleichzeitig die Freiheit eingestehen, dieser Aufforderung nicht nachzukommen. Da dieser Vorgang reziprok ist, folgt, dass das Sein des Selbstbewusstseins von der Anerkennung der Freiheit anderer abhängt.
Es wird deutlich, dass sich Fichte nicht auf das Moralgesetz als die bindende Kraft des Rechts versteht, sondern das Eigeninteresse des selbstbewussten Ichs. Ein Rechtsverhältnis entsteht demnach aufgrund der bloßen Existenz eines Nicht-Ichs.
Auch Fichte definiert, wie so mancher Philosoph vor ihm, den Staat als Ausdruck des absoluten Willens, dessen Absicht es ist, die Freiheit und Rechte seiner Bürger zu garantieren. Kollektives Handeln und individuelles Handeln werden mit dem Ausdruck „sittliches Handeln“ in Eins gesetzt. Freiheit in der Geschichte sei nach Fichte die mehr oder weniger sittliche Gestaltung gesellschaftlicher Verhältnisse der verschiedenen Völker.
Fichtes Philosophie lässt sich als ethischer Idealismus bezeichnen, wenn man voraussetzt, dass nur der Staat Rechtsverhältnisse zwischen sich und den Bürgern bzw. unter den Bürgern schafft und dabei Beschränkungen seiner Bürger zugunsten eigener materieller Zwecke vornimmt.

### Fichtes Sittenlehre
Im System der Sittenlehre nach den Prinzipien der Wissenschaftslehre von 1798 geht Fichte davon aus, dass das Selbstbewusstsein des absoluten Ichs nur sein kann unter der Bedingung des Bewusstseins des Sittengesetzes. Hierbei ist sich das Ich des Sittengesetzes niemals in abstracto bekannt, sondern „immer in Form konkreter Aufgaben und Pflichten der Welt“. Das Ich kann sich nur eine Tätigkeit zuschreiben, wenn diese mit der kausalen Wirklichkeit einer ihm unabhängigen Welt verbunden ist. Dies wiederum ist nur möglich, wenn es sich einen Körper zuschreibt. Da dieser Körper Teil der Welt ist, unterliegt er auch den Naturtrieben. Das Sittengesetz untersucht nun die Bedingungen der Manifestation eines zugleich verkörperten und von Naturtrieben beherrschten Ich.

### Fichtes Religionslehre
Fichte hinterließ keine systematisch ausgearbeitete Religionsphilosophie. Im Atheismusstreit, den Friedrich Karl Forberg mit einem Artikel im Philosophischen Journal mit einem zustimmenden Nachwort von Fichte 1798 ausgelöst hatte, postulierte Fichte mit Forberg, die Existenz Gottes sei nicht notwendig für die Errichtung einer moralischen Wertordnung, allerdings sei der Glaube an Gott, verbunden mit einer göttlichen Moral, unumgänglich. Während Kant von der Existenz Gottes ausging und seine These untermauerte, die Existenz Gottes sei notwendig im Hinblick auf die Bedingungen der Möglichkeit sittlichen Handelns, sah Fichte nur die Notwendigkeit zu einer „moralischen Weltordnung“. Diese müsse nicht zwingend auf eine höhere Instanz – also Gott – zurückgeführt werden. Die aktive Weltordnung selbst (ordo ordinans) könne man als Gott bezeichnen. Wer dies aber tut, der „verkennt die unmittelbare Beziehung des Gottesbegriffs zum moralischen Bewusstsein“ und ist, so Fichte, „der wahre Götzendiener und Atheist.“

### Beitrag zur Französischen Revolution (1793)

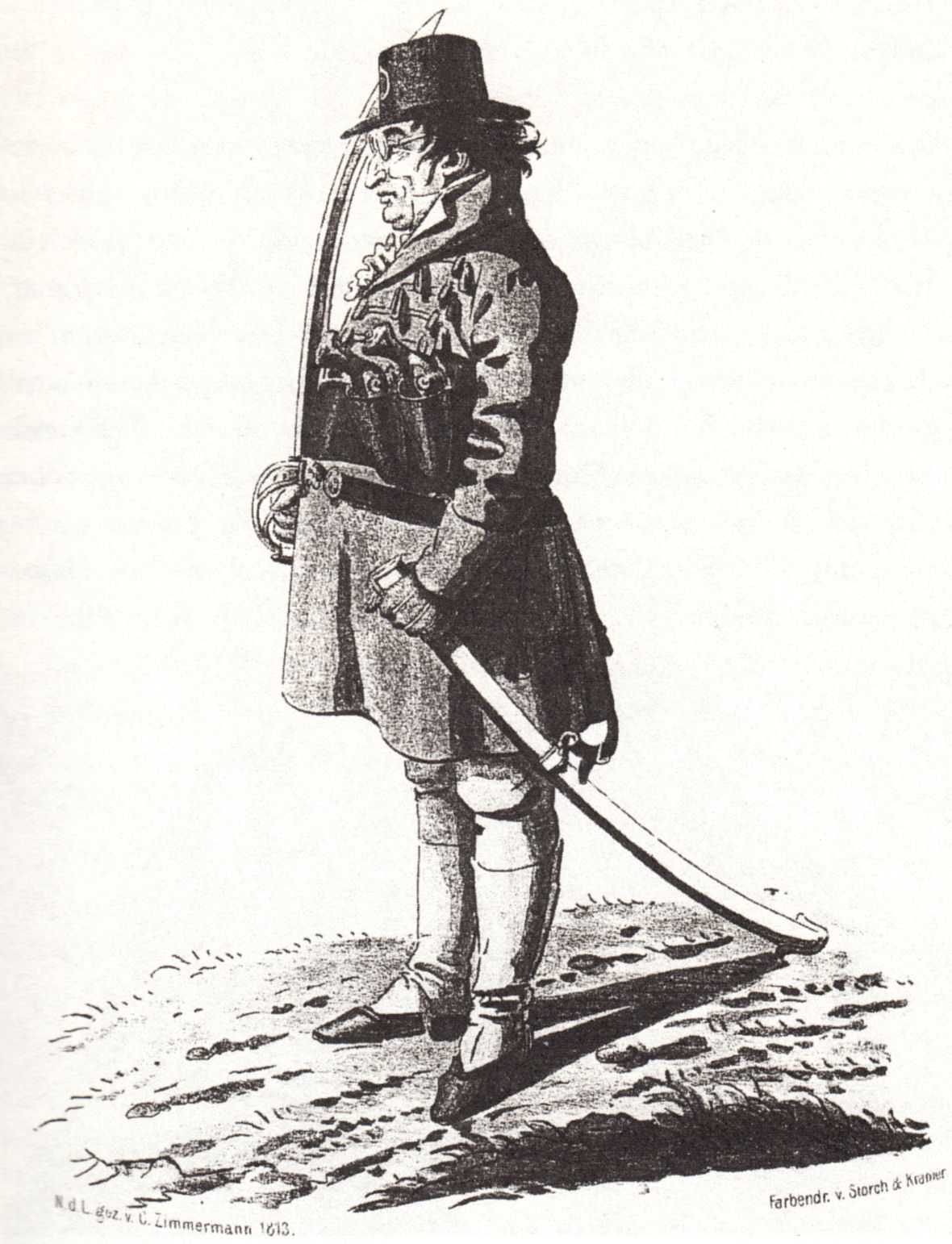
Johann G. Fichte als Freiwilliger im Kampf gegen Napoleon
Zeitgenössische Karikatur

Deutlich wie wenige Denker und Politiker des damaligen Deutschland begrüßt Fichte die Französische Revolution. Er sieht in ihr nicht nur moralische Gründe, sondern auch einen rechtmäßigen Fortschritt zu mehr Gleichheit und Freiheit. Seine beiden Revolutionsschriften von 1793 (Zurückforderung der Denkfreiheit von den Fürsten Europens, die sie bisher unterdrückten und Beiträge zur Berichtigung der Urteile des Publikums über die Französische Revolution) griffen in die öffentlichen Debatten ein. Er begründet die Rechtmäßigkeit der Revolution in Anlehnung an Jean-Jacques Rousseaus Contrat social mit dem Argument, dass es ein „unveräußerliches Recht des Menschen“ sei, einen Gesellschaftszustand „aufzuheben“, der zu einem System der Unterdrückung verkommen ist. Denn dieser behindere den geistigen Fortschritt des Menschengeschlechts, welcher zum wahren Endzweck des Menschen hinzuführen habe, zu seiner Autonomie: „völlige Unabhängigkeit von allem, was nicht Wir selbst, unser reines Selbst ist“. Aus dem Kontrast zwischen dem wahren Endzweck des Menschen und der realen Verfasstheit der zeitgenössischen Staaten, welche diesem Endzweck vollkommen entgegengesetzt sind, entwickelt Fichte die tiefere, philosophische Legitimität der Veränderung der Staatsverfassung.
Heinrich Heine nennt Fichte hingegen den „Napoleon der Philosophie“. Er habe ein Gebäude der Alleinherrschaft des Gedankens und des souveränen Willens geschaffen, einen „despotische(n), schauerlich einsame(n) Idealismus“, der der von Kant initiierten philosophischen Revolution in Form der Herrschaft der Vernunft ein Ende bereitete, aber ebenso schnell wieder verschwand wie Napoleon und eine Restauration der Deutschtümelei nach sich zog.

### Judenfeindlichkeit
Im Werk Fichtes finden sich diverse despektierliche Äußerungen über Juden, die in der Fachliteratur als „judenfeindliche Ausfälle“ und „antijüdischer Affekt“ bezeichnet werden. Micha Brumlik etwa ist der Ansicht, Fichtes Positionen beinhalteten sowohl christlich-philosophischen Antijudaismus als auch politisch-säkularen Antisemitismus, und verglich letzteren mit dem von Adolf Hitler sogenannten „Antisemitismus der Vernunft“, der einen notwendigen, vollständigen Ausschluss der Juden aus einer zu schaffenden, besseren Gesellschaft propagierte. In der Sekundärliteratur finden sich allerdings auch differenzierendere Einschätzungen, insbesondere wenn das Gesamtwerk Fichtes betrachtet wird. Besonders drastisch äußert sich Fichte in Beiträge zur Berichtigung der Urtheile des Publicums über die französische Revolution von 1793. Er greift darin sowohl die Juden mit harschen Worten an, als auch das Militär und den Adel. Das Judentum sei ein „Staat im Staate“ und würde sich absondern. Die Juden, körperlich schlaff, hätten einen egoistischen Handelsgeist. Sie würden die übrigen Bürger übervorteilen, seien nur auf sich und ihre Sippe bedacht. Fichte übernimmt größtenteils die damals vorherrschenden Vorurteile, prangert aber vor allem immer wieder die angeblich separatistische Einstellung dieser Religion an. Oft zitiert wird die folgende Fußnote:

„Fast durch alle Länder Europas verbreitet sich ein mächtiger, feindselig gesinnter Staat, der mit allen übrigen im beständigen Kriege steht, und der in manchen fürchterlich schwer auf die Bürger drückt; es ist das Judenthum. Ich glaube nicht, und ich hoffe es in der Folge darzuthun, daß dasselbe dadurch, daß es einen abgesonderten und so fest verketteten Staat bildet, sondern dadurch, daß dieser Staat auf dem Haß des ganzen menschlichen Geschlechts aufgebaut ist, so fürchterlich werde.

Derjenige Jude, der über die festen, man möchte sagen, unübersteiglichen Verschanzungen, die vor ihm liegen, zur allgemeinen Gerechtigkeits-, Menschen- und Wahrheitsliebe hindurchdringt, ist ein Held und ein Heiliger. Ich weiß nicht, ob es deren gab oder gibt. Ich will es glauben, sobald ich sie sehe. Nur verkaufe man mir nicht schönen Schein für Realität! – Möchten doch immer die Juden nicht an Jesum Christum, möchten sie doch sogar an keinen Gott glauben, wenn sie nur nicht an zwei verschiedne Sittengesetze, und an einen menschenfeindlichen Gott glaubten.

Menschenrechte müssen sie haben, ob sie gleich uns dieselben nicht zugestehen; denn sie sind Menschen, und ihre Ungerechtigkeit berechtigt uns nicht, ihnen gleich zu werden. […] – Aber ihnen Bürgerrechte zu geben, dazu sehe ich wenigstens kein Mittel, als das, in einer Nacht ihnen allen die Köpfe abzuschneiden, und andere aufzusetzen, in denen auch nicht eine jüdische Idee sei. Um uns vor ihnen zu schützen, dazu sehe ich wieder kein anderes Mittel, als ihnen ihr gelobtes Land zu erobern, und sie alle dahin zu schicken. […]“

In seiner 1794 erschienenen Streitschrift Eisenmenger der Zweite polemisierte Saul Ascher gegen die judenfeindlichen Äußerungen Fichtes, dem er den Namen des seinerzeit bekannten Judenfeindes Johann Andreas Eisenmenger, des Autors des Pamphlets Entdecktes Judentum, beilegte. Mit Fichte sei eine neue Dimension des säkularen Judenhasses zu verzeichnen. Die italienische Philosophin Donatella Di Cesare sieht in Fichtes Äußerungen den „ersten markanten Schatten“ der Verschwörungstheorie vom Weltjudentum als planetarischem Komplott.
Mit David Veit lernte Fichte einen Vertreter der jüdischen Aufklärung Haskala kennen und schätzen. Als Rektor der Berliner Universität trat er kompromisslos und gegen allgemeinen Widerstand für einen zu Unrecht vom Senat der Universität bestraften und mit Relegation bedrohten jüdischen Studenten ein. Während vielfach eine „liberal-progressive“ Rezeption Fichtes – auch unter jüdischen Intellektuellen – vorherrschte, entwickelte sich später, insbesondere im Gefolge des Ersten Weltkrieges, auch eine „völkisch-nationalistische“ Rezeption. Dabei gewannen sowohl die Grundzüge als auch die Reden Fichtes erneut an Bedeutung, indem sie in den Dienst des nationalistischen Pathos und der Judenhetze gestellt wurden. Die Nationalsozialisten nahmen dabei Fichte zur Begründung ihrer Ideologie in Anspruch.

### Die Grundzüge des gegenwärtigen Zeitalters (1806)

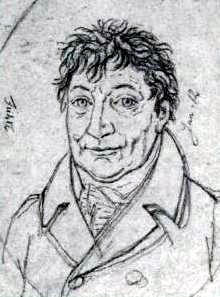
Fichte in späteren Jahren (Skizze)

In den Grundzügen des gegenwärtigen Zeitalters entwickelt Fichte Ansichten zu einer Geschichtsphilosophie. Tragender Gedanke dieser Geschichtsphilosophie ist die Entwicklung der Menschheit von der Unfreiheit zur Freiheit. Parallel zu jener inneren Entwicklung der Individuen, gehe die äußere Entwicklung ihrer Position und Bestimmung im Staate von der Rolle des Untertan hin zum freien Bürger.
Im Vordergrund steht ein Entwicklungsmodell, das die Geschichte in fünf Epochen unterteilt, wobei Fichte seine eigene Epoche als das „Zeitalter der vollendeten Sündhaftigkeit“ verstand, während die Grundzüge die künftigen Epochen einleiten sollten. Diese Epochenentwicklung vollziehe sich in folgenden Stufen: 1. Instinktive Vernunft: Stand der Unschuld des Menschengeschlechts; 2. Äußerlich erzwungene, jedoch nicht durch Gründe überzeugende Autorität: Stand der anhebenden Sünde; 3. Emanzipation von jeder äußeren Autorität, Herrschaft des nackten Erfahrungsbegriffs: Stand der vollendeten Sündhaftigkeit; 4. Rückkehr der freien, innerlichen Vernunft, wo die Wahrheit als das höchste erkannt und geliebt wird: Stand der anhebenden Rechtfertigung; 5. Verwirklichung der freien, innerlichen Vernunft in allen äußeren Lebensbereichen, wo die Menschheit sich selber als Abdruck der Vernunft aufbaut: Stand der vollendeten Rechtfertigung und Heiligung.

### Reden an die deutsche Nation (1808)
Die Reden an die deutsche Nation verstehen sich als Fortsetzung der Grundzüge des gegenwärtigen Zeitalters. Drei Jahre nach diesen Vorträgen erklärt Fichte das Ende der dort beschriebenen dritten Epoche, die er in den Reden als die Epoche der Selbstsucht bezeichnet. Durch die Besetzung Deutschlands durch die napoleonischen Truppen sei diesem mit der Selbständigkeit gleichzeitig der Gehalt der Selbstsucht verloren gegangen. Es müsse ein neues Selbst gesucht werden, welches über die Nation hinausgehe. Dieses sei die Vernunft.
In den Reden ruft Fichte im Bereich der Bildung zu einer Nationalerziehung nach dem Vorbild von Johann Heinrich Pestalozzi auf, die das menschliche Verhältnis zur Freiheit in der Vernunft- und Werterziehung verankern soll.
Auch hier geht es wieder um die sittliche Bildung zur Freiheit, zur Selbständigkeit, zur Veredelung. In dieser Erhebung zur Vernunft, zum wahren Selbst, welches in der allgemeinen Vernunft zu finden ist, die jede Nation übersteigt, entfällt für Fichte auch die mögliche Feindschaft zu anderen freien Individuen und Nationen, denn der so gebildete Mensch strebe danach, seine Mitmenschen zu achten, und liebe ihre Freiheit und Größe, während ihn ihre Knechtschaft schmerze: „Aber es ist schlechthin unmöglich, dass ein solches Gemüt nicht auch außer sich an Völkern und einzelnen ehre, was in seinem Innern seine eigne Größe ausmacht: die Selbständigkeit, die Festigkeit, die Eigentümlichkeit des Daseins.“
In den Reden finden sich mit einer klar konturierten Ausdifferenzierung der Menschheit in nicht gleichwertige Sprach- und Kulturgemeinschaften sowie dem grundsätzlichen Streben nach deren Reinheit Ansätze einer rassistischen Theoriebildung.

## Würdigung
Den Namen Fichtes tragen

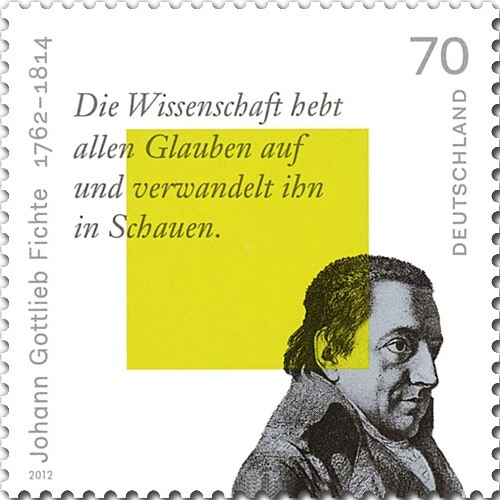
Deutsche Sondermarke 2012

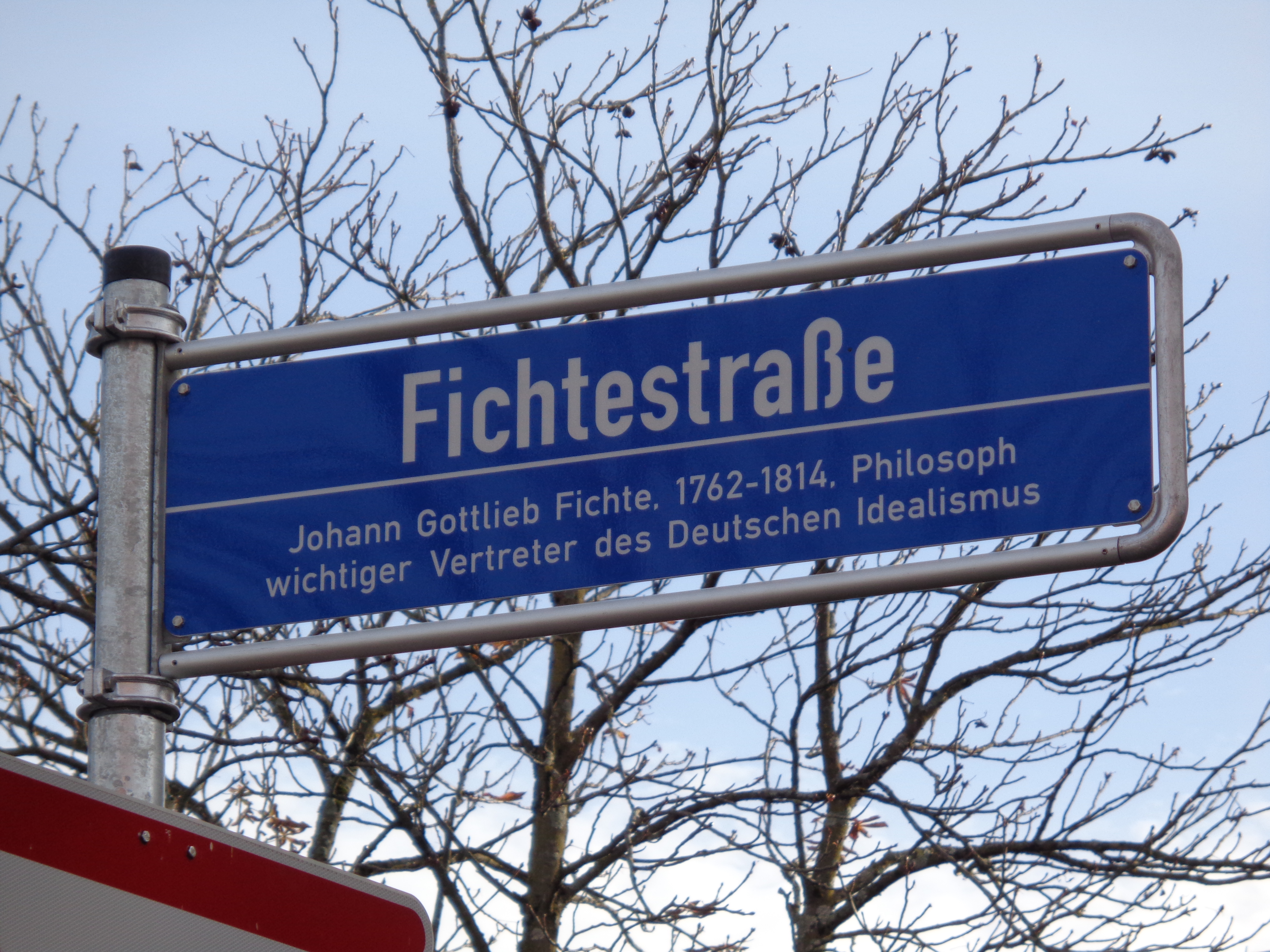
Fichtestraße in Freiburg

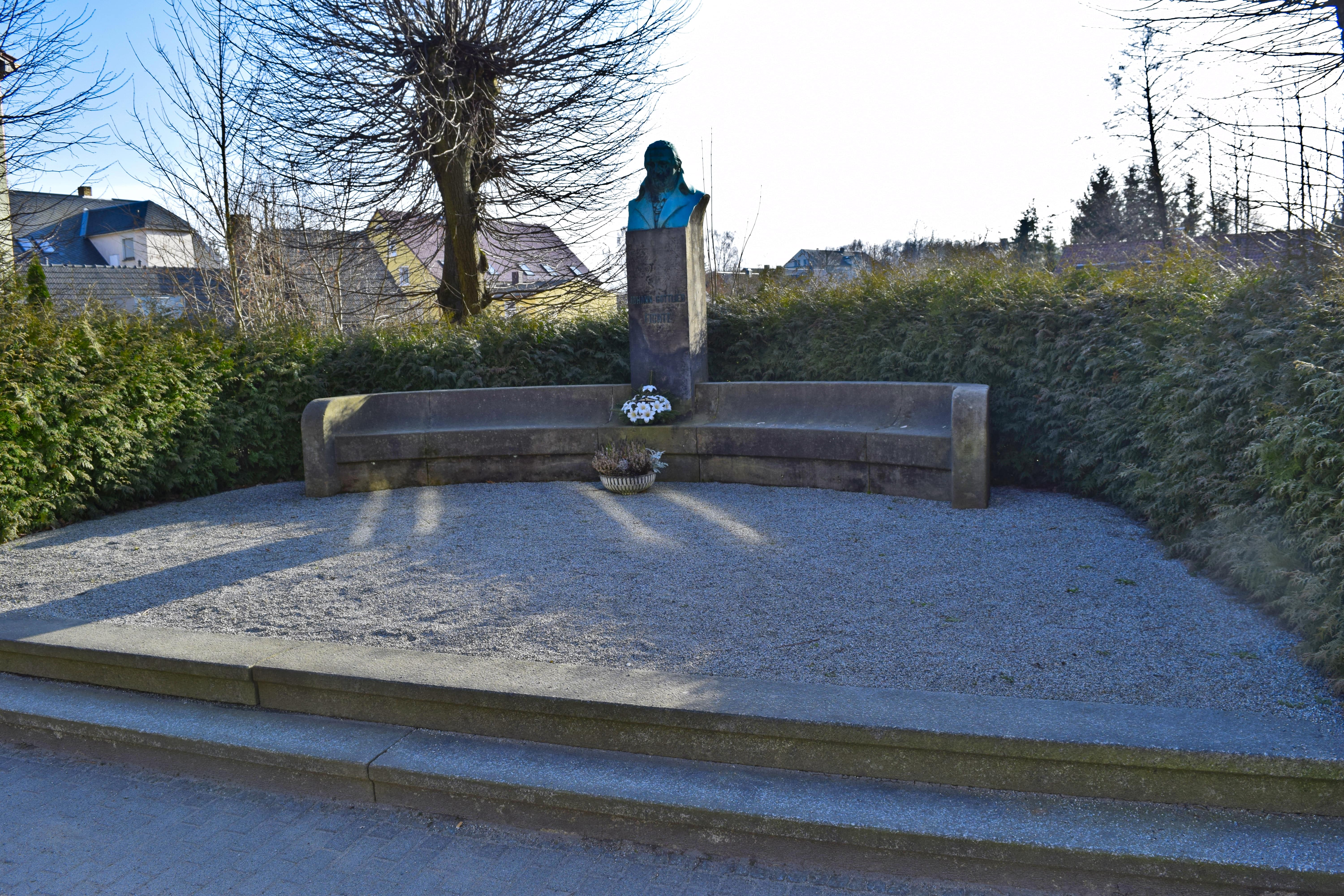
Fichte-Denkmal von Walter Sintenis in Rammenau

- Johann-Gottlieb-Fichte-Preis der Humboldt-Universität zu Berlin
- Fichte-Gymnasien und -Schulen in mehreren deutschen Städten
- Straßen in vielen Ortschaften Deutschlands, Österreichs und der Schweiz, z. B.
  - Fichtegasse in Wien
  - Fichtestraße in der Gartenstadt von Freiburg im Breisgau
  - Siedlung am Fichteplatz in Mainz
- mehrere deutsche Sportvereine, die in der Arbeitersportbewegung verwurzelt sind, z. B. der VfB Fichte Bielefeld
- J. G. Fichte, Fracht- und Ausbildungsschiff der Deutschen Seereederei
- Zwei Denkmäler, eine Straße und das Fußballstadion im Fichte-Geburtsort Rammenau
- Fichteturm und Fichtepark in Dresden-Plauen
- 5-DM-Gedenkmünze zum 150. Todestag (→ 5. Gedenkmünze der Bundesrepublik Deutschland)
- 10-Mark-Gedenkmünze zum 175. Todestag
- 70-Cent-Sondermarke zum 250. Geburtstag 2012
- Die Pflanzengattung Fichtea Sch.Bip. aus der Familie der Korbblütler (Asteraceae) ehrt Johann Gottlieb Fichte und Immanuel Hermann Fichte.[44]

### Johann-Gottlieb-Fichte-Stiftung
1996 wurde die der rechtskonservativen Partei Die Republikaner nahestehende Johann-Gottlieb-Fichte-Stiftung e. V. gegründet, die sich nach eigenen Angaben der Vermittlung von traditionellen Werten im Sinne des Philosophen widmet.

## Schriften (Auswahl)

### Wissenschaftslehre
Die Wissenschaftslehre, Fichtes Hauptwerk, wurde von ihm mehrfach überarbeitet. u. a.:
- Über den Begriff der Wissenschaftslehre oder der sogenannten Philosophie (1794) (Digitalisat und Volltext im Deutschen Textarchiv)
- Grundlage der gesamten Wissenschaftslehre (1794/1795)
- Wissenschaftslehre nova methodo (1796–1799)
- Versuch einer neuen Darstellung der Wissenschaftslehre (1797/1798)
- Die Wissenschaftslehre (1804) sowie folgende Ausgaben (1812) und (1813).

### Weitere Schriften
- Versuch einer Critik aller Offenbarung (1792)[46]
- Beitrag zur Berichtigung der Urteile des Publikums über die französische Revolution (PDF; 1 MB) (1793)
- Einige Vorlesungen über die Bestimmung des Gelehrten (1794)
- Grundlage des Naturrechts nach Prinzipien der Wissenschaftslehre (1796)
- Das System der Sittenlehre nach den Principien der Wissenschaftslehre (1798)
- Appellation an das Publikum über die durch Churf. Sächs. Confiscationsrescript ihm beigemessenen atheistischen Aeußerungen. Eine Schrift, die man zu lesen bittet, ehe man sie confsicirt (1799)
- Der geschlossene Handelsstaat. Ein philosophischer Entwurf als Anhang zur Rechtslehre und Probe einer künftig zu liefernden Politik (1800)
- Die Bestimmung des Menschen (1800)
- Friedrich Nicolais Leben und sonderbare Meinungen (1801)
- Philosophie der Maurerei. Briefe an Konstant (1802/03)
- Die Grundzüge des gegenwärtigen Zeitalters (1806)
- Die Anweisung zum seligen Leben oder auch die Religionslehre (1806)
- Ueber das Wesen des Gelehrten, und seine Erscheinungen im Gebiete der Freiheit (1806)
- Reden an die deutsche Nation (1807/1808) (Digitalisat und Volltext im Deutschen Textarchiv)
- Das System der Rechtslehre (1812)

### Werkausgaben
- Grundlage der gesammten Wissenschaftslehre: als Handschrift fuer seine Zuhoerer, Leipzig: Gabler, 1794 (Digitalisat)
- Grundlage des Naturrechts nach Prinzipien der Wissenschaftslehere. (1796). Neudruck auf der Grundlage der 2. von Fritz Medicus hrsg. Auflage von 1922; 3. Nachdruck mit überarbeiteten Quellennachweisen und Personenregister, Hamburg 1979 (= Philosophische Taschenbücher. Band 256).
- Gottlieb Fichtes sämmtliche Werke. 8 Bände. Hrsg. v. Immanuel Hermann Fichte. Veit, Berlin 1845–1846. Nachdruck: De Gruyter, Berlin 1965.
- Gesamtausgabe der Bayerischen Akademie der Wissenschaften, 42 Bände, hrsg. von Reinhard Lauth, Erich Fuchs und Hans Gliwitzky. Frommann-Holzboog, Stuttgart-Bad Cannstatt 1962–2012, ISBN 3-7728-0138-2
- Fichtes Werke. 11 Bände. Hrsg. v. Immanuel Hermann Fichte, Nachdruck der Ausgaben Berlin 1845/46 und Bonn 1834/35, Berlin 1971. ISBN 3-11-006486-3
- Fichte im Kontext. Werke auf CD-ROM. Berlin 32002, ISBN 3-932094-25-5.
- Werke in 2 Bänden. Hrsg. Wilhelm G. Jacobs, Peter L. Oesterreich, Frankfurt a. M. 1997. ISBN 978-3-618-63073-9
- Die Grundzüge des gegenwärtigen Zeitalters, Hamburg: Felix Meiner Verlag, 1978, Philosophische Bibliothek Band 247. ISBN 3-7873-0448-7
- Jacobi an Fichte, Text 1799/1816 im Vergleich, Istituto Italiano per gli Studi Filosofici, Neapel 2011 (deutscher Text, Einleitung von Marco Ivaldo, Noten, Kommentar, Appendix mit Texten von Jacobi und Fichte, italienische Uebersetzung von Ariberto Acerbi, mit Register und Bibliographie), ISBN 978-88-905957-5-2.